# Изложба „Цртеж и мала пластика” (август 1987)
Изложба „Цртеж и мала пластика” се одржала у периоду од 6. до 30. августа 1987. године, у Уметничком павиљону „Цвијета Зузорић” у Београду.

## Уметнички савет
Избор радова за изложбу је обавио Уметнички савет Удружења ликовних уметника Србије.

## Излагачи

### Цртеж и мала пластика
1. Срђан Алексић
2. Миленко Аћимовић Аћим
3. Милан Бесарабић
4. Радмила Бестић Вукосављевић
5. Ранко Бечењак
6. Михајло Бечеј
7. Божанка Белошевац
8. Зоран Белић
9. Мирослав Бата Благојевић
10. Миливоје Богосављевић
11. Соња Бриски Узелац
12. Дивна Брадановић
13. Драган Буљугић
14. Љиљана Бурсаћ
15. Растко Васић
16. Селена Вицковић
17. Борут Вилд
18. Звонимир Властић
19. Предраг Вукичевић
20. Шемса Гавранкапетановић
21. Винцент Гадомски Лудвик
22. Маријана Данчевић
23. Вјера Дамјановић
24. Милица Дикић
25. Драган Димић
26. Душан Ђокић
27. Ђорђе Ђорђевић
28. Жељко Ђуровић
29. Светлана Златић
30. Синиша Жикић
31. Владимир Јанковић
32. Вук Јевремовић
33. Драгана Јовчић
34. Душан Јовановић
35. Љубомир Иванковић
36. Верица Карановић
37. Слободан Каштаварац
38. Маријана Каралић
39. Божидар Каматовић
40. Милорад Кнежевић
41. Зоран Клашња
42. Божидар Кићевић
43. Виктор Кобјерски
44. Божидар Ковачевић
45. Славенка Ковачевић
46. Милинко Коковић
47. Татјана Коневски Јевтовић
48. Анета Краљић
49. Слободан Кузмановић
50. Лазар Лечић
51. Радмила Лазаревић
52. Мирајана Лехнер Драгић
53. Владан Љубинковић
54. Јања Марић
55. Светлана Марић Бабовић
56. Срђан Марковић
57. Бранислав С. Марковић
58. Јелена Марковић
59. Весна Маринковић
60. Игор Маринковић
61. Мома Марковић
62. Милан Марковић
63. Милан Мартиновић
64. Бранислав Марковић
65. Бранимир Мијушковић
66. Савета Михић
67. Момчило Митић
68. Миодраг Млађо Млађеновић
69. Емил Милошевић
70. Милош Мартиновић
71. Живорад Милошевић
72. Марклен Мосијенко
73. Бранко Мохоровић
74. Миодраг Нагорни
75. Зоран Настић
76. Драган Нешић
77. Ненад Николић
78. Зоран Нинковић
79. Властимир Николић
80. Милан Обретковић
81. Зорица Оки Лакић
82. Гордана Олујић
83. Ружица Беба Павловић
84. Миодраг Павловић
85. Драгица Павловић
86. Саша Панић
87. Љубомир Перичић
88. Драгана Петровић
89. Душан Петровић
90. Мице Попчев
91. Ставрос Попчев
92. Милан Поповић
93. Миомир Радовић
94. Невенка Рајковић
95. Даница Ракиџић Баста
96. Небојша Радојев
97. Светлана Раденовић
98. Ђуро Радонић
99. Кемал Рамујкић
100. Љиљана Радосављевић
101. Сања Рељић
102. Славко Ристић
103. Ана Ристић
104. Слободан Роксандић
105. Гордана Ристић
106. Мирјана Роквић Златановић
107. Едвина Романовић
108. Мирослав Д. Савић
109. Оливера Савић
110. Драгана Станаћев
111. Миодраг Стојановић
112. Едуард Степанчић
113. Стеван Стојановић
114. Слађана Стојановић
115. Мића Стоиљковић
116. Љиљана Стојановић
117. Слободанка Ступар
118. Марија Тишма
119. Станка Тодоровић
120. Милица Томић
121. Зоран Тодовић
122. Лепосава Туфегџић
123. Владимир Ћирчин
124. Младен Халић
125. Александар Цветковић
126. Драгиша Ћосић
127. Зоран Чалија
128. Весна Чанак
129. Биљана Шево
130. Хелена Шипек

### Скулптура
1. Милан Бесарабић
2. Зоран Бркић
3. Загорка Весић
4. Драган Н. Влајић
5. Душан Вукша
6. Маријана Гвозденовић
7. Нада Денић
8. Драган Димитријевић
9. Момчило Јанковић
10. Гордана Каљаловић
11. Владимир Комад
12. Милан Р. Марјановић
13. Душан Б. Марковић
14. Сабрина Максимовић
15. Љубиша Манчић
16. Рајко Попивода
17. Зоран Попивода
18. Мице Попчев
19. Раде Првуловић
20. Слободан Савић
21. Мира Сандић
22. Рада Селаковић
23. Татјана Стефановић Зарин
24. Милорад Ступовски
25. Љубица Тапавички
26. Томислав Тодоровић
27. Станка Тодоровић